# اومر (میشیگان)
اومر، میشیگان (به انگلیسی: Omer, Michigan) یک شهر در ایالات متحده آمریکا با جمعیت ۳۱۳ نفر است که در میشیگان واقع شده‌است.

## موقعیت جغرافیایی
موقعیت جغرافیایی شهرها و مناطق اطراف به شرح زیر است: